# Stanisław Chiliński
Stanisław Chiliński, né le 31 juillet 1956 et mort le 8 novembre 2024, est un lutteur polonais.

## Palmarès

### Championnats d'Europe
- Médaille de bronze en catégorie des moins de 68 kg en 1980